# Bueskydning under sommer-OL 2008
Bueskydning under Sommer-OL 2008 stod på det olympiske program for fjortende gang under sommer-OL 2008 i Beijing. Der var konkurrencer om fire olympiske titler, én individuel og én holdkonkurrence for kvinder og én individuel og én holdkonkurrence for mænd. Konkurrencerne blev afviklet i perioden 9. til 15. august på Olympic Green Archery Field, der var en midlertidig bueskydningsbane opstillet til legene.
Bueskydning har ført en omtumlet tilværelse i OL-sammenhænge. Bueskydning var med fra Paris-1900 til London-1908 samt Antwerpen-1920. Derefter var der en hiatus til München-1972.
Ved OL bruges en recurvebue fremstillet af aluminium, lamineret træ, glas- og kulfiber. Målet er 122 cm og skytterne placeres 70 m fra skiven. Skiven er opdelt i ti scoringszoner og den midterste (Bullseye) giver 10 point. Pilene afgives i serier på tre og i matchspil er der 40 sekunder mellem hver pil. 
Individuelle
I Beijing 2008 var der 64 individualister af hvert køn (nogle af individualisterne opstillede også i holdkonkurrencen). Den 9. august skød hver individualist 12 serier af seks pile med fire minutter til hver serie. Skytterne blev opdelt i ranglister fra 1-64 for hvert køn. Den 12. august var elimineringsdag for damerne og d. 13. august for herrerne. 64 skytter kæmpede to og to – nr. 1 mod 64, nr. 2 mod 63 osv. og de 32 vindere kæmpede to og to om eftermiddagen. Den 14. august for damerne og den 15. august for herrerne foregik ottendedels-finalen, kvartfinalen, semifinalen, bronzekampen og finalen. 
Danskerne
For Danmark opstillede Niels Dall (1984) og Louise Klingenberg Laursen (1988), begge individualister. De var begge OL-debutanter og blev elimineret i første runde. 
- Louise Klingenberg Laursen (rangliste 52) fik 100 point med 12 pile (max 120 point) mod polakken Malgorzata Cwienczeks 113 point (rangliste 13).
- Niels Dall (rangliste 53) fik 97 point med 12 pile mod italieneren Marco Galiazzos 114 point (rangliste 12).

## Medaljeoversigt
| Disciplin                             | Guld                                                      | Sølv                                                     | Bronze                                                         |
| ------------------------------------- | --------------------------------------------------------- | -------------------------------------------------------- | -------------------------------------------------------------- |
| Holdkonkurrence for damer 10. august  | Sydkorea · Park Sung-Hyun* · Yun Ok-Hee* · Joo Hyun-Jung  | Kina · Zhang Juanjuan* · Chen Ling · Guo Dan             | Frankrig · Virginie Arnold · Sophie Dodemont · Bérangère Schuh |
| Holdkonkurrence for herrer 11. august | Sydkorea · Im Dong-Hyun · Lee Chang-Hwan · Park Kyung-Mo* | Italien · Mauro Nespoli · Marco Galiazzo · Ilario Di Buò | Kina · Jiang Lin · Li Wenquan · Xue Hai Feng                   |
| Individuelt for damer 14. august      | Zhang Juanjuan*                                           | Park Sung-Hyun*                                          | Yun Ok-Hee*                                                    |
| Individuelt for herrer 15. august     | Viktor Ruban                                              | Park Kyung-Mo*                                           | Bair Badenov                                                   |

* Dobbelte medaljevindere.